# Ахал (футбольний клуб)
Футбольний клуб «Ахал» або просто Ахал (туркм. Ahal futbol kluby) — туркменський професіональний футбольний клуб, який представляє Ахальський велаят. Був заснований у 1989 році. Команда Головного управління «Туркменнебітонумлері» Міністерства нафтогазової промисловості та мінеральних ресурсів Туркменістану. Виступає у Вищій лізі Туркменістану.

## Історія
У 1989—1991 роках команда грала в другій лізі союзного чемпіонату.
Бронзовий призер чемпіонату Туркменістану 1992. Грала в вищому дивізіоні Туркменістану в 1992 році, але вже на наступний рік команда розпалася. Наступний сезон, в якому команда прийняла старт був Чемпіонат країни 1998/99 років.
Після закінчення сезону 2005 року відмовилася від подальшої участі в чемпіонаті. З 2008 року команда знову грає у вищій лізі.
У 2013 році команда виграла Кубок Федерації футболу Туркменістану,  а новим головним тренером клубу став Алі Гурбані. У жовтні 2013 року в фіналі Кубка Туркменістану 2013 команда обіграла ашхабадський «Алтин Асир» і вперше стала володарем трофея.
Сезон 2014 року команда почала з перемоги в Суперкубка Туркменістану, у вирішальному матчі був обіграний ашхабадський МТТУ (4:2). У жовтні 2014 року в відставку був відправлений Алі Гурбані, новим головним тренером був призначений Гуванчмухамед Овеков, який через місяць привів «Ахал» до перемоги в Кубку Туркменістану, обігравши «Балкан» (2:1). «Ахал» до останнього боровся з Алтин Асир за чемпіонство, однак зігравши з Алтин Асир внічию (0:0), посів друге місце в чемпіонаті Туркменістану сезону 2014 року.
У лютому 2015 року «Ахал» дебютував в Кубку АФК з перемоги, обігравши вдома бішкекський Дордой (1:0), у другому відбірковому раунді команда на виїзді обіграла «Фанджіо» (2:3), тим самим пробившись до групового етапу. Потрапивши до «групи смерті», туркменські футболісти посіли останнє місце в групі з 6 очками. У вересні 2015 року за власним бажанням Гуванчмухамед Овеков покинув пост головного тренера. Команду очолив Борис Григорянц.

## Досягнення
- Чемпіонат Туркменістану
  -  Чемпіон (1): 2022
  -  Віце-чемпіон (7): 2014, 2017, 2018, 2019, 2020, 2021, 2024
  -  Третє місце (1): 1992

- Кубок Туркменістану
  -  Переможець (3): 2013, 2014, 2017, 2022

- Суперкубок Туркменістану
  -  Володар (1): 2014
  -  Фіналіст (3): 2015, 2018, 2020

## Статистика виступів

### Національні турніри
| Сезон   | Ліга | Ліга | Ліга | Ліга | Ліга | Ліга | Ліга | Ліга | Ліга | Кубок Туркменістану | Найкращий бомбардир | Найкращий бомбардир | Тренер                                |
| Сезон   | Див. | Міс. | Іг.  | В    | Н    | П    | ЗМ   | ПМ   | О    | Кубок Туркменістану | Ім'я                | Ліга                | Тренер                                |
| ------- | ---- | ---- | ---- | ---- | ---- | ---- | ---- | ---- | ---- | ------------------- | ------------------- | ------------------- | ------------------------------------- |
| 1992    | 1-ша | 3    | 28   | 22   | 2    | 4    | 103  | 16   | 46   |                     |                     |                     |                                       |
| 1998–99 | 1-ша | 8    | 32   | 5    | 4    | 23   | 14   | 74   | 19   |                     |                     |                     |                                       |
| 2000    | 1-ша | 5    | 20   | 8    | 5    | 7    | 22   | 24   | 29   |                     |                     |                     |                                       |
| 2001    | 1-ша | 8    | 32   | 5    | 3    | 24   | 31   | 93   | 18   |                     |                     |                     |                                       |
| 2002    | 1-ша | 9    | 32   | 2    | 3    | 27   | 17   | 102  | 9    |                     |                     |                     |                                       |
| 2003    | 1-ша | 9    | 36   | 7    | 1    | 28   | 25   | 96   | 22   |                     |                     |                     |                                       |
| 2004    | 1-ша | 7    | 36   | 11   | 5    | 20   | 24   | 64   | 38   |                     |                     |                     |                                       |
| 2005    | 1-ша | 9    | 32   | 6    | 6    | 20   | 37   | 72   | 24   |                     |                     |                     | Армен Согомонян Алі Гурбані           |
| 2008    | 1-ша | 10   | 20   | 1    | 1    | 18   | 12   | 68   | 4    |                     |                     |                     | Дурди Реджепов                        |
| 2009    | 2-га |      |      |      |      |      |      |      |      | Перший раунд        |                     |                     |                                       |
| 2010    | 1-ша | 8    | 18   | 5    | 1    | 12   | 13   | 33   | 16   | Чвертьфінал         |                     |                     |                                       |
| 2011    | 1-ша | 8    | 36   | 9    | 4    | 23   | 40   | 83   | 31   | Чвертьфінал         |                     |                     | Армен Согомонян                       |
| 2012    | 1-ша | 4    | 32   | 15   | 5    | 12   | 59   | 45   | 50   | Перший раунд        | Дідар Дурдиєв       | 14                  | Байрам Дурдиєв Ахмет Агамирадов       |
| 2013    | 1-ша | 6    | 36   | 16   | 8    | 12   | 62   | 41   | 56   | Переможець          |                     |                     | Алі Гурбані                           |
| 2014    | 1-ша | 2    | 36   | 28   | 3    | 5    | 85   | 24   | 87   | Переможець          |                     |                     | Алі Гурбані Гуванчмухаммет Овеков     |
| 2015    | 1-ша | 5    |      |      |      |      |      |      |      | Чвертьфінал         |                     |                     | Гуванчмухаммет Овеков Борис Григорянц |

### Азійські кубки
| Сезон | Турнір    | Раунд             | Клуб            | Вдома | На виїзді |
| ----- | --------- | ----------------- | --------------- | ----- | --------- |
| 2015  | Кубок АФК | Відбірковий раунд | Дордой (Бішкек) | 1–0   | -         |
| 2015  | Кубок АФК | Відбірковий раунд | Фанджа          | -     | 3-2       |
| 2015  | Кубок АФК | Груповий етап     | Аль-Кадісія     | 0-1   | 0–2       |
| 2015  | Кубок АФК | Груповий етап     | Істіклол        | 1–2   | 2-5       |
| 2015  | Кубок АФК | Груповий етап     | Ербіль          | 2–1   | 3–2       |

## Відомі гравці
- Олександр Коробко
- Аманклич Кочумов
- Сергій Казаков
- Володимир Байрамов
- Гуванчмухамед Овеков
- Микола Вечурко
- Ігор Коротецький

## Тренери
- Армен согомонян (2005, 2011)
- Алі Гурбані (2005)
- Дурди Реджепов (2008)
- Байрам Дурдиєв[14] (2012)
- Ахмед Агамурадов
- Алі Гурбані (2013—2014)
- Гуванчмухамед Овеков (2014-2015)
- Борис Григорянц (2015-т.ч.)